# Binka
Binka è un cartone animato per bambini prodotto dalla Honeycomb Animation e creato da Rosemary Graham. La serie si concentra su un grasso gatto chiamato Binka, che ha tre case: una dalla signora Dawson, una dai Lockett e infine un'altra dal signor dal signor Bolt.
Binka si divide tra le sue case, pranza e cena tre volte di seguito e passa il suo tempo a giocare con Suki, la sua migliore amica.

## Protagonisti
I protagonisti di questo cartone sono:
- Binka
- Suki
- Tango
- Spit
- Signora Dawson
- Famiglia Lockett
- Signor Bolt